# Spine/Dive For You
「Spine/Dive For You」（スパイン / ダイヴ・フォー・ユー）は、日本のビッグ・ビートユニット、BOOM BOOM SATELLITESの7thシングル。2004年12月1日、gr8! recordsより発売。

## 解説
- アルバム『PHOTON』以来2年3ヶ月ぶりのリリース。ブンサテ初の両A面シングルとなった。
- 『Dive For You』はもともと映画『アップルシード』のサントラに入っていたが、シングル化の要望が多かったためシングルカットされた。

## 収録曲
全作詞・作曲・編曲：BOOM BOOM SATELLITES
1. Spine (4:36)
2. Dive For You (4:21)
映画『アップルシード』主題歌。これまで挿入歌のタイアップはあったが映画主題歌は初。
2011年のSUPER GTのスターティンググリットでの、挿入曲として1年間使われた。

## 収録アルバム
- FULL OF ELEVATING PLEASURES (#1, #2)
- アップルシード オリジナル・サウンドトラック (#2)
- 19972007 (#2)